# Pistol (miniserie)
Pistol es una miniserie británica creada por Craig Pearce para la cadena FX que narra la historia de Steve Jones, guitarrista de los Sex Pistols, y su corta pero turbulenta carrera.
 Dirigida por Danny Boyle y protagonizada por Toby Wallace, Anson Boon, Jacob Slater, Christian Lees, Louis Partridge y Sydney Chandler, la serie fue estrenada en Hulu el 31 de mayo de 2022.

## Sinopsis
Steve Jones es un joven con una familia disfuncional que por casualidad termina liderando un proyecto de banda ideado por el excéntrico Malcolm McLaren.
De esta forma se convierte en el guitarrista de los Sex Pistols, una de las primeras agrupaciones de punk de la historia que pone en aprietos a la monarquía británica con su mensaje anárquico.

## Reparto

### Principal
- Toby Wallace es Steve Jones
- Anson Boon es Johnny Rotten
- Jacob Slater es Paul Cook
- Christian Lees es Glen Matlock
- Louis Partridge es Sid Vicious
- Sydney Chandler es Chrissie Hynde
- Thomas Brodie-Sangster es Malcolm McLaren
- Talulah Riley es Vivienne Westwood
- Emma Appleton es Nancy Spungen
- Maisie Williams es Pamela Rooke

### Recurrente
- Dylan Llewellyn es Wally Nightingale
- Ferdia Walsh-Peelo es Nick Kent
- Francesca Mills es Helen Wellington-Lloyd
- Zachary Goldman es Billy Idol
- Daniel Barker es Bob Harris
- Matthew Cottle es Reginald Bosanquet
- Kai Alexander es Richard Branson